# Sonesimia grandis
Sonesimia grandis är en insektsart som beskrevs av Walker 1851. Sonesimia grandis ingår i släktet Sonesimia och familjen dvärgstritar. Inga underarter finns listade i Catalogue of Life.